# Servance
Servance is een plaats en voormalige gemeente in het Franse departement Haute-Saône in de regio Bourgogne-Franche-Comté en telt 832 inwoners (2011).
De plaats maakt deel uit van het arrondissement Lure en sinds de gemeente op 1 januari 2017 fuseerde met Miellin van de commune nouvelle Servance-Miellin.
Servance is een van de toegangspoorten van het Plateau des Mille Étangs. De kerk Notre-Dame de l'Assomption heeft een barok retabel.

## Geografie
De oppervlakte van Servance bedraagt 39,3 km², de bevolkingsdichtheid is 21,2 inwoners per km².
Door Servance loopt de Ognon, die zich aan de ingang van het dorp naar beneden stort in een 14 m hoge waterval, Le saut de l'Ognon.
De onderstaande kaart toont de ligging van Servance met de belangrijkste infrastructuur en aangrenzende gemeenten.

## Demografie
Onderstaande figuur toont het verloop van het inwonertal (bron: INSEE-tellingen).